# Copa FIFA Confederaciones 2003
La Copa FIFA Confederaciones 2003 fue la sexta versión de la Copa FIFA Confederaciones, realizada entre el 18 y el 29 de junio del 2003, en Francia.
El campeón fue Francia que derrotó a Camerún 1-0, adjudicándose el torneo por segunda vez en su historia.
Esta fue la última edición del torneo en la que la sede fue elegida y que se realizó alternativamente cada dos años, ya que a contar de la edición de 2005, el evento se realizaría cada cuatro años en el año anterior a la Copa Mundial de Fútbol, precisamente como su ensayo.

## Organización

### Sedes
Las sedes de este torneo fueron:
| Lyon              | Saint-Denis       | Saint-Étienne           |
| ----------------- | ----------------- | ----------------------- |
| Stade Gerland     | Stade de France   | Stade Geoffroy-Guichard |
| Capacidad: 44 000 | Capacidad: 80 000 | Capacidad: 36 000       |
|                   |                   |                         |

### Árbitros
- Coffi Codjia
- Masoud Moradi
- Lucílio Batista
- Valentin Ivanov
- Markus Merk
- Carlos Batres
- Mark Shield
- Carlos Amarilla
- Jorge Larrionda

## Equipos participantes

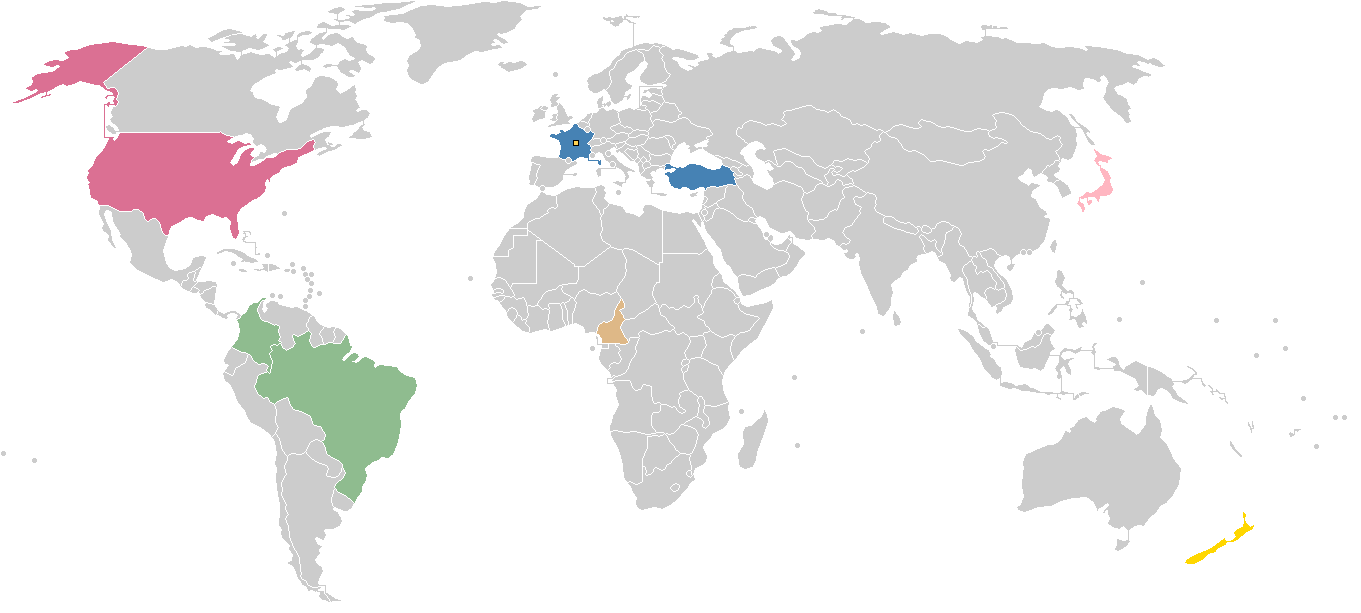
Equipos participantes de la Copa FIFA Confederaciones 2003.

Los ocho participantes de este torneo son oficialmente invitados por la FIFA. Estos corresponden a los anfitriones, los actuales campeones de la Copa del Mundo y los seis titulares de los campeonatos de las confederaciones de la FIFA.
Los ocho participantes de este torneo son invitados oficialmente por la FIFA. Estos corresponden, en general, a los campeones de los diversos torneos internacionales.
En cursiva, los equipos debutantes en la copa.
| Confederación                            | Equipo         | Vía de clasificación                                                                 |
| ---------------------------------------- | -------------- | ------------------------------------------------------------------------------------ |
| Anfitrión                                | Francia        | Organizador Campeón de la Eurocopa 2000 Campeón de la Copa FIFA Confederaciones 2001 |
| FIFA                                     | Brasil         | Campeón de la Copa Mundial FIFA 2002                                                 |
| Conmebol (Sudamérica)                    | Colombia       | Campeón de la Copa América 2001                                                      |
| Concacaf (Norte, Centroamérica y Caribe) | Estados Unidos | Campeón de la Copa de Oro de la Concacaf 2002                                        |
| AFC (Asia)                               | Japón          | Campeón de la Copa Asiática 2000                                                     |
| CAF (África)                             | Camerún        | Campeón de la Copa Africana de Naciones 2002                                         |
| OFC (Oceanía)                            | Nueva Zelanda  | Campeón de la Copa de las Naciones de la OFC 2002.                                   |
| Invitado                                 | Turquía        | Tercer lugar en la Copa Mundial 2002                                                 |

### Sorteo
| Línea 1                                                                                        | Línea 2                                                    | Línea 3                                    |
| ---------------------------------------------------------------------------------------------- | ---------------------------------------------------------- | ------------------------------------------ |
| Francia (anfitrión, asignado al Gpo. A) Brasil (campeón del mundo vigente, asignado al Gpo. B) | Colombia (asignado al Gpo. A) Turquía (asignado al Gpo. B) | Japón Estados Unidos Camerún Nueva Zelanda |

## Resultados
- Los horarios corresponden a la hora de Francia (CEST; UTC+2)

### Primera fase

#### Grupo A
| Equipo        | Pts. | PJ | PG | PE | PP | GF | GC | Dif |
| ------------- | ---- | -- | -- | -- | -- | -- | -- | --- |
| Francia       | 9    | 3  | 3  | 0  | 0  | 8  | 1  | +7  |
| Colombia      | 6    | 3  | 2  | 0  | 1  | 4  | 2  | +2  |
| Japón         | 3    | 3  | 1  | 0  | 2  | 4  | 3  | +1  |
| Nueva Zelanda | 0    | 3  | 0  | 0  | 3  | 1  | 11 | -10 |

| 18 de junio de 2003, 18:00 | Nueva Zelanda | 0:3 (0:1) | Japón                          | Stade de France, Saint-Denis                             |                                                          |
|                            |               | Reporte   | Nakamura 12', 75' · Nakata 65' | Asistencia: 36.038 espectadores Árbitro(s): Coffi Codija | Asistencia: 36.038 espectadores Árbitro(s): Coffi Codija |

| 18 de junio de 2003, 21:00 | Francia          | 1:0 (1:0) | Colombia | Stade Gerland, Lyon                                         |                                                             |
|                            | Henry 39' (pen.) | Reporte   |          | Asistencia: 38.541 espectadores Árbitro(s): Lucílio Batista | Asistencia: 38.541 espectadores Árbitro(s): Lucílio Batista |

| 20 de junio de 2003, 19:00 | Colombia                                        | 3:1 (0:1) | Nueva Zelanda   | Stade Gerland, Lyon                                       |                                                           |
|                            | López Caballero 58' · Yepes 75' · Hernández 85' | Reporte   | de Gregorio 27' | Asistencia: 22.811 espectadores Árbitro(s): Carlos Batres | Asistencia: 22.811 espectadores Árbitro(s): Carlos Batres |

| 20 de junio de 2003, 21:00 | Francia                      | 2:1 (1:0) | Japón        | Stade Geoffroy-Guichard, Saint-Étienne                  |                                                         |
|                            | Pirès 43' (pen.) · Govou 69' | Reporte   | Nakamura 65' | Asistencia: 33.070 espectadores Árbitro(s): Mark Shield | Asistencia: 33.070 espectadores Árbitro(s): Mark Shield |

| 22 de junio de 2003, 21:00 | Francia                                                    | 5:0 (2:0) | Nueva Zelanda | Stade de France, Saint Denis                              |                                                           |
|                            | Kapo 17' · Henry 20' · Cissé 71' · Giuly 91' · Pirès 90+3' | Reporte   |               | Asistencia: 36.842 espectadores Árbitro(s): Masoud Moradi | Asistencia: 36.842 espectadores Árbitro(s): Masoud Moradi |

| 22 de junio de 2003, 21:00 | Japón | 0:1 (0:0) | Colombia      | Stade Geoffroy-Guichard, Saint-Étienne                      |                                                             |
|                            |       | Reporte   | Hernández 68' | Asistencia: 24.541 espectadores Árbitro(s): Jorge Larrionda | Asistencia: 24.541 espectadores Árbitro(s): Jorge Larrionda |

#### Grupo B
| Equipo         | Pts. | PJ | PG | PE | PP | GF | GC | Dif |
| -------------- | ---- | -- | -- | -- | -- | -- | -- | --- |
| Camerún        | 7    | 3  | 2  | 1  | 0  | 2  | 0  | +2  |
| Turquía        | 4    | 3  | 1  | 1  | 1  | 4  | 4  | 0   |
| Brasil         | 4    | 3  | 1  | 1  | 1  | 3  | 3  | 0   |
| Estados Unidos | 1    | 3  | 0  | 1  | 2  | 1  | 3  | -2  |

| 19 de junio de 2003, 19:00 | Turquía                        | 2:1 (1:1) | Estados Unidos | Stade Geoffroy-Guichard, Saint-Étienne                      |                                                             |
|                            | Yilmaz 39' (pen.) · Tuncay 70' | Reporte   | Beasley 36'    | Asistencia: 16.944 espectadores Árbitro(s): Jorge Larrionda | Asistencia: 16.944 espectadores Árbitro(s): Jorge Larrionda |

| 19 de junio de 2003, 21:00 | Brasil | 0:1 (0:0) | Camerún   | Stade de France, Saint-Denis                                |                                                             |
|                            |        | Reporte   | Eto'o 83' | Asistencia: 46.719 espectadores Árbitro(s): Valentin Ivanov | Asistencia: 46.719 espectadores Árbitro(s): Valentin Ivanov |

| 21 de junio de 2003, 19:00 | Camerún      | 1:0 (0:0) | Turquía | Stade de France, Saint-Denis                                |                                                             |
|                            | Geremi 90+1' | Reporte   |         | Asistencia: 43.743 espectadores Árbitro(s): Carlos Amarilla | Asistencia: 43.743 espectadores Árbitro(s): Carlos Amarilla |

| 21 de junio de 2003, 21:00 | Brasil      | 1:0 (1:0) | Estados Unidos | Stade Gerland, Lyon                                         |                                                             |
|                            | Adriano 22' | Reporte   |                | Asistencia: 20.306 espectadores Árbitro(s): Lucílio Batista | Asistencia: 20.306 espectadores Árbitro(s): Lucílio Batista |

| 23 de junio de 2003, 21:00 | Brasil                   | 2:2 (1:0) | Turquía                    | Stade Geoffroy-Guichard, Saint-Étienne                  |                                                         |
|                            | Adriano 23' · Álex 90+3' | Reporte   | Karadeniz 53' · Yilmaz 81' | Asistencia: 29.170 espectadores Árbitro(s): Markus Merk | Asistencia: 29.170 espectadores Árbitro(s): Markus Merk |

| 23 de junio de 2003, 21:00 | Estados Unidos | 0:0     | Camerún | Stade Gerland, Lyon                                     |                                                         |
|                            |                | Reporte |         | Asistencia: 19.206 espectadores Árbitro(s): Mark Shield | Asistencia: 19.206 espectadores Árbitro(s): Mark Shield |

### Segunda fase
|  | Semifinales                 | Semifinales    |                              |   | Final | Final |
|  |                             |                |                              |   |       |       |
|  | 26 de junio – Lyon          |                |                              |   |       |       |
|  |                             |                |                              |   |       |       |
|  | Camerún                     | 1              |                              |   |       |       |
|  | Camerún                     | 1              | 29 de junio – Saint-Denis    |   |       |       |
|  | Colombia                    | 0              |                              |   |       |       |
|  | Colombia                    | 0              | Camerún                      | 0 |       |       |
|  | 26 de junio – Saint-Denis   |                | Camerún                      | 0 |       |       |
|  |                             | Francia (t.s.) | 1                            |   |       |       |
|  | Francia                     | Francia (t.s.) | 1                            | 3 |       |       |
|  | Francia                     |                |                              | 3 |       |       |
|  | Turquía                     | 2              |                              |   |       |       |
|  | Turquía                     | 2              | Partido por el tercer puesto |   |       |       |
|  |                             |                |                              |   |       |       |
|  | 28 de junio – Saint-Étienne |                |                              |   |       |       |
|  |                             |                |                              |   |       |       |
|  | Colombia                    | 1              |                              |   |       |       |
|  | Colombia                    | 1              |                              |   |       |       |
|  | Turquía                     | 2              |                              |   |       |       |

#### Semifinales
| 26 de junio de 2003, 18:00 | Camerún   | 1:0 (1:0) | Colombia | Stade Gerland, Lyon                                     |                                                         |
| | Ndiefi 9' | Reporte   |          | Asistencia: 12 352 espectadores Árbitro(s): Markus Merk | Asistencia: 12 352 espectadores Árbitro(s): Markus Merk |
| El futbolista camerunés Marc-Vivien Foé murió durante el partido, hasta el momento, ésta es la única muerte que se ha producido durante un partido de fútbol en un torneo organizado por la FIFA. |           |           |          |                                                         |                                                         |

| 26 de junio de 2003, 21:00 | Francia                             | 3:2 (3:1) | Turquía                    | Stade de France, Saint-Denis                                |                                                             |
|                            | Henry 10' · Pirès 25' · Wiltord 43' | Reporte   | Karadeniz 41' · Tuncay 47' | Asistencia: 12 352 espectadores Árbitro(s): Jorge Larrionda | Asistencia: 12 352 espectadores Árbitro(s): Jorge Larrionda |

#### Tercer lugar
| 28 de junio de 2003, 18:00 | Colombia      | 1:2 (0:1) | Turquía                | Stade Geoffroy-Guichard, Saint-Étienne                  |                                                         |
|                            | Hernández 63' | Reporte   | Tuncay 2' · Yilmaz 86' | Asistencia: 18 237 espectadores Árbitro(s): Mark Shield | Asistencia: 18 237 espectadores Árbitro(s): Mark Shield |

#### Final
| 29 de junio de 2003, 21:00 | Camerún | 0:1 (0:0, 0:0) (t. s.) | Francia  | Stade de France, Saint-Denis                                |                                                             |
|                            |         | Reporte                | Henry 98 | Asistencia: 51 985 espectadores Árbitro(s): Valentin Ivanov | Asistencia: 51 985 espectadores Árbitro(s): Valentin Ivanov |

|                            |
| Bandera de Francia         |
| Campeón Francia 2.º título |

## Estadísticas

### Tabla general
A continuación se muestra la tabla de posiciones segmentada acorde a las fases alcanzadas por los equipos 
| Pos. | Selección      | Gr. | Pts. | PJ | PG | PE | PP | GF | GC | Dif | Rend.  |
| ---- | -------------- | --- | ---- | -- | -- | -- | -- | -- | -- | --- | ------ |
| 1    | Francia        | A   | 15   | 5  | 5  | 0  | 0  | 12 | 3  | 9   | 100%   |
| 2    | Camerún        | B   | 10   | 5  | 3  | 1  | 1  | 3  | 1  | 2   | 66.67% |
| 3    | Turquía        | B   | 7    | 5  | 2  | 1  | 2  | 8  | 8  | 0   | 46.67% |
| 4    | Colombia       | A   | 6    | 5  | 2  | 0  | 3  | 5  | 5  | 0   | 40%    |
| 5    | Brasil         | B   | 4    | 3  | 1  | 1  | 1  | 3  | 3  | 0   | 44.44% |
| 6    | Japón          | A   | 3    | 3  | 1  | 0  | 2  | 4  | 3  | 1   | 33.33% |
| 7    | Estados Unidos | B   | 1    | 3  | 0  | 1  | 2  | 1  | 3  | -2  | 11.11% |
| 8    | Nueva Zelanda  | A   | 0    | 3  | 0  | 0  | 3  | 1  | 11 | -10 | 0%     |

### Goleadores
| Jugador            | Selección | Goles |
| ------------------ | --------- | ----- |
| Thierry Henry      | Francia   | 4     |
| Giovanni Hernández | Colombia  | 3     |
| Robert Pirès       | Francia   | 3     |
| Okan Yılmaz        | Turquía   | 3     |
| Tuncay Şanlı       | Turquía   | 3     |
| Shunsuke Nakamura  | Japón     | 3     |

## Premios

### Balón de Oro
El balón de Oro Adidas fue entregado al mejor jugador del torneo.
| Jugador           | Selección |
| ----------------- | --------- |
| Thierry Henry     | Francia   |
| Tuncay Şanlı      | Turquía   |
| Marc-Vivien Foé † | Camerún   |

### Bota de Oro
La Bota de Oro Adidas se entregó al máximo goleador del torneo.
| Jugador           | Selección |
| ----------------- | --------- |
| Thierry Henry     | Francia   |
| Tuncay Şanlı      | Turquía   |
| Shunsuke Nakamura | Japón     |

## Muerte de Marc-Vivien Foé
Durante la semifinal entre Colombia y Camerún sucedió algo inédito en el fútbol mundial: la muerte del camerúnes Marc-Vivien Foé, esto debido a una enfermedad cardiovascular que en medio partido, a mitad de la cancha lo desplomó y el jugador más cercano, el colombiano Jairo "el viejo" Patiño lo socorrió rápidamente. Sin embargo, los intentos de ayudarlo no sirvieron de nada y su muerte fue vista por televisión por millones de espectadores alrededor del mundo. El partido estuvo suspendido durante 10 minutos para atender el problema de salud del jugador en cancha. 
La muerte de Foé se confirmó al poco tiempo de acabarse el partido, el cual terminó con la victoria de Camerún 1-0 sobre Colombia.